# Roxanne Barker
Pour les articles homonymes, voir Barker.
Roxanne Kimberly "Roxy" Barker (née le 6 mai 1991 à Pietermaritzburg) est une footballeuse internationale sud-africaine évoluant au poste de gardienne de but.

## Carrière

### Carrière universitaire
Roxanne Barker joue pour l'équipe féminine de soccer de l'Université Pepperdine.

### Carrière en club
Après avoir terminé ses études, Barker est sélectionnée par le Portland Thorns FC lors de la Draft de la NWSL en 2013 mais ne joue aucun match. Barker joue alors en W-League avec les Pali Blues, où elle avait déjà évolué lors de ses congés universitaires en 2011.
Elle retourne ensuite en Afrique du Sud et joue dix matchs pour le Maties FC avant de signer un contrat professionnel en Islande, au Þór/KA, lors des saisons 2014 et 2015. Elle s'engage avec le SC Heerenveen dans le championnat néerlandais à l'été 2016

### International
Barker fait ses débuts en équipe nationale en juillet 2010 sur une victoire par 6 buts à 0 contre la Tanzanie. Elle est sélectionnée pour disputer les Jeux olympiques d'été de 2012.
Quatrième du Championnat d'Afrique 2014, Barker compte 28 sélections quand elle est appelée pour les Jeux olympiques d'été de 2016 à Rio. Elle est à nouveau quatrième de la Coupe d'Afrique des nations 2016 puis finaliste de la  Coupe d'Afrique des nations 2018.

## Palmarès
- Finaliste de la Coupe d'Afrique des nations 2018 avec l'équipe d'Afrique du Sud.
- Vainqueur de la W-League 2013 avec les Pali Blues